# Christian Sturm-Willms
Christian Sturm-Willms (* 3. November 1987 in Rathenow) ist ein deutscher  Koch. Er ist Küchenchef des Restaurants Yunico-Japanese Fine Dining in Bonn, das unter seiner Leitung seit 2016 vom Guide Michelin mit einem Stern ausgezeichnet wurde.

## Leben und Wirken
Christian Sturm-Willms wurde in Brandenburg geboren und wuchs in Siegburg bei Bonn auf, wo er im Kranz Park Hotel den Beruf des Koches erlernte. Nach bestandener Prüfung erfolgte die weitere, auch internationale, Ausbildung bei renommierten Köchen durch Anstellungen im Gourmet-Restaurant Die Sonne in Frankenberg, im Kurhaus Binz auf Rügen, im Interalpen-Hotel Tyrol, im Gourmet Hotel Alpenhof in Hintertux sowie im Landhaus Stricker auf Sylt. Seit 2012 ist er Küchenchef im Sternerestaurant Yunico in Bonn. Der Guide Michelin beschreibt seine Küche wie folgt: verbindet japanische Tradition finessenreich und interessant mit modernen europäischen Einflüssen.

## Auszeichnungen
- 2013: Anuga Koch des Jahres[5]
- 2015: 16 Punkte und zwei Kochmützen im Gault & Millau Deutschland.[6]
- 2016: Stern im Guide Michelin Deutschland[7]

- 2017: Aufsteiger des Jahres NRW (Gault Millau)[8]

- 2017/2018: Stern im Guide Michelin[9]
- 2017: 17 Punkte und drei Kochmützen im Gault & Millau Deutschland.[8]
- 2023: 3 Rote Toques (18 Punkte) Gault & Millau Deutschland HENRIS Edition | Yunico, Bonn (henris-edition.com)
- 2023: Guide-Michelin-Stern seit 8 Jahren
- Guide Michelin 2024 1 Stern